# Epilobium grenieri
Epilobium grenieri là một loài thực vật có hoa trong họ Anh thảo chiều. Loài này được Rouy & E.G.Camus mô tả khoa học đầu tiên năm 1901.